# Kolonie Šumava
Kolonie Šumava (Vilová čtvrť Šumava) na Smíchově v Praze je soubor 67 domů, který ohraničuje z jihu a západu ulice Podbělohorská, na severu ulice Na Vršku a na východě ulice Nad Klamovkou a patří do ní také ulice Nad Klikovkou a Pod Lipkami. Kolonie není zahrnuta do městské památkové zóny Smíchov, vyhlášené 1. listopadu 1993, a nemá náležitou památkovou ochranu.

## Historie
Kolonie rodinných domů byla postavena v letech 1923–1924 v „národním slohu“, či rondokubismu, podle projektu architekta Eduarda Hniličky na objednávku Stavebního družstva při sociální ochraně státních zaměstnanců a vybudoval je stavitel Jan Štengl.
V roce 2021 byla developerům prodána rohová rodinná vila; následovala její demolice a výstavba bytového domu odlišného charakteru (čp. 3413). Oznámení o demolici dalších dvou rohových vil se záměrem výstavby bylo zveřejněno v roce 2023.

## Popis
Volně stojící objekty typových jednodomů a dvoudomů jsou ve svažitém terénu postaveny takzvaným střídavým způsobem – dům v horní řadě hledí do mezery v dolní řadě a má výhled do smíchovského údolí. Všechny domy jsou patrové a kryté valbovými střechami; mají stylovou a výrazovou jednotu. Dva základní typy domů – jednodům a dvojdům – nejsou úplně stejné, například u dvojdomů jsou dva různé způsoby připojení schodišt’ových rizalitů. Obměňují se také formy rondokubistického dekoru, který byl původně červený a nanášený v reliéfní vrstvě na světlý základ. Původně jednotné bylo řešení dřevěných plotů, zavěšovaných na cihlové sloupy a zdobených v rozích jednoduchým zaobleným tvarem.

## Další informace
- Kolonie byla postavena na pozemcích bývalé Donátovy zahrady, zvané Šumava. Na zdejších plantážích pěstoval Donát ve velkém množství různé druhy růží.[1]